# Поул Целман
Поул Целман (Потсдам, 2. септембар 1995) немачки је пливач чија ужа специјалност су трке слободним стилом на дистанцама од 200 и 400 метара. 

## Спортска каријера
Целман је пливање почео да тренира као десетогодишњи дечак, а прво велико међународно пливачко такмичење на коме је наступио је било Европско јуниорско првенство 2012, где је освојио сребрну медаљу у трци штафета на 4×200 слободно. Годину дана касније у истом рангу такмичења осваја још две бронзане медаље у штафетним тркама слободним стилом.
Сениорску каријеру је започео наступима на митинзима светског купа, а деби на великим такмичењима је имао у Виндзору 2016. на Светском првенству у малим базенима. Први наступ на светским првенствима у великим базенима је имао у Будимпешти 2017, а пливао је и на првенству у корејском Квангџуу 2019 (200 слободно − 21. место, 4×200 слободно − 8. место у финалу). 
Такмичио се и на Европском првенству у Глазгову 2018, а најближи медаљи је био у трци штафета на 4×200 слободно коју је немачки тим завршио на високом четвртом месту у финалу. Пливао је и у финалу трке на 400 слободно, коју је окончао на седмом месту. 